# بريجد
بريجد (تعني "المجيدة" من الأيرلندية القديمة)، هي إلهة من أيرلندا وإسكتلندا ما قبل المسيحية. ظهرت في الأساطير الأيرلندية كعضو في توتا دي دانان.
ترتبط بالحكمة والشعر والشفاء والحماية والحدادة والحيوانات الأليفة. يقول مسرد كورماك، الذي كتبه رهبان مسيحيون في القرن التاسع، أن بريجد كانت "الإلهة التي يعشقها الشعراء" وأن لديها أختان: بريجيد المعالجة وبريجيد الحدادة. هذا يشير إلى أنها ربما كنَّ ثالوثًا.